# Оськінська волость
Оськінська волость — історична адміністративно-територіальна одиниця Коротояцького повіту Воронізької губернії з центром у селі Оськіно.
Станом на 1885 рік складалася з 7 поселень, 7 сільських громад. Населення — 14 811 осіб (7377 чоловічої статі та 7434 — жіночої), 1791 дворове господарство.
|                     | Площа, десятин | У тому числі орної, дес. |
| ------------------- | -------------- | ------------------------ |
| Сільських громад    | 31324          | 21736                    |
| Приватної власності | 383            | 175                      |
| Іншої власності     | 217            | 217                      |
| Загалом             | 31924          | 22128                    |

Найбільші поселення волості на 1880 рік:
- Оськіно — колишнє державне село за 30 верст від повітового міста, 2828 осіб, 370 дворів, православна церква, школа, поштова станція, 4 лавки, 15 гончарних заводів, 26 вітряних млинів, щорічний ярмарок.
- Мастюгіно — колишнє державне село, 1971 особа, 230 дворів, православна церква, 12 вітряних млинів.
- Плотава (Платава) — колишнє державне село, 2625 осіб, 326 дворів, православна церква, 2 лавки, 25 вітряних млинів.
- Розсошки — колишнє державне село при річці Розсошка, 1069 осіб, 162 дворів, православна церква, лавка.
- Сторожеве — колишнє державне село при річці Дон, 3205 осіб, 369 дворів, православна церква, школа, 3 лавки, 19 вітряних млинів, щорічний ярмарок.
- Яблочне (Верліно) — колишнє державне село, 2909 осіб, 422 двори, православна церква, 32 вітряних млини.